# Víctor Gutiérrez Santiago
Víctor Gutiérrez Santiago (Madrid, 6 de març de 1991) és un waterpolista espanyol, membre de la selecció espanyola.
Va començar a jugar al waterpolo en el Club de Natació La Latina. A partir dels divuit anys, va ingressar en l'equip Real Canoe de Madrid en la posició de boia. Amb aquest equip va quedar subcampió de la Copa del Rei el 2013.
Té els títols de subcampió d'Europa sub 18, subcampió del món sub 20, subcampió de Copa del Rei i Supercopa d'Espanya el 2013. Ha estat internacional en nombroses ocasions amb la Selecció de waterpolo d'Espanya i va ser seleccionat com a membre de l'equip olímpic espanyol dels Jocs Olímpics de Rio de Janeiro de 2016.
El 2016 va fer pública la seva homosexualitat en una entrevista en la revista Shangay Express, impel·lit per la responsabilitat de donar exemple en un moment en el qual hi havia hagut diverses agressions homòfobes a Madrid.
Va ser el segon esportista olímpic espanyol a revelar la seva homosexualitat, després del patinador Javier Raya.
L'abril de 2021, va acusar públicament el jugador rival Nemanja Ubovic d'haver-li proferit insults homofòbics durant un partit. La Federació Espanyola de Natació, després d'una investigació, va donar la raó a Gutiérrez i va sancionar Ubovic amb quatre partits i 200 euros de multa. Així doncs, Ubovic esdevingué el primer esportista professional sancionat a Espanya per homofòbia.